# Regatul Galiciei

Stema Regatului Galiciei

Regatul Galiciei (în limba galiciană: Reino de Galiza) a fost o entitate politică care a apărut în partea de nord-vest a Peninsulei Iberice în secolul al X-lea, care a durat în mod oficial până în 1833.
Regatul Galiciei a existat într-o anumită formă din momentul în care dioceza romană Hispania a fost cucerită și împărțită între alani, suebi și vandali între anii 411 și 1833, când a devenit o diviziune teritorială în Spania, în timpul domniei regentei Maria Christina. Regiunea Gallaecia a fost o provincie romană începând cu reformele administrative ale tetrarhiei (293). Galicia este o subdiviziune administrativă a Spaniei începând din 1833 și semiautonomă din 1981 când s-a acordat Statutul de Autonomie Galiciană.